# Where's The Truth?
Where's The Truth? é o sexto álbum coreano de estúdio do grupo sul coreano de rock F.T. Island, lançado sob a FNC Entertainment no dia 18 de julho de 2016. O álbum foi totalmente produzido pelos membros. O MV para o faixa-título ''Take Me Now'' foi lançado na mesma data.[2]

## Lista de Faixas
| Nº Título                         | Compositor(es)                             | Produtor(es)                             | Duração |
| --------------------------------- | ------------------------------------------ | ---------------------------------------- | ------- |
| 1. "Out Of Love"                  | Lee Hong-gi, Jamil Kazmi                   | Hong's Tower                             | 03:52   |
| 2. "Take Me Now"                  | Lee Hong-gi, Jamil Kazmi                   | Hong's Tower                             | 03:14   |
| 3."Lose"                          | Lee Jae-jin                                | Lee Jae-jin, Kim Dong-won                | 04:23   |
| 4. "가면 (Mask)"                  | Choi Jong-hoon                             | Choi Jong-hoon, Han Seung-hun            | 04:01   |
| 5. "너에게 물들어 (Becoming You)" | Choi Jong-hoon, Lee Ji-ho                  | Choi jong-hoon, Go Jin-young             | 03:52   |
| 6. "Stand By Me"                  | Lee Jae-jin                                | Lee Jae-jin, Kim Jae-yang, Park Hyun-woo | 04:04   |
| 7."Paparazzi"                     | Choi Jong-hoon, Song Seung-hyun, Lee Ji-ho | Choi Jong-hoon                           | 04:37   |
| 8. "Wonderful Life"               | Lee Hong-gi                                | Hong's Tower                             | 04:31   |
| 9. "We Are..."                    | Lee Hong-gi                                | Hong's Tower                             | 03:30   |